# Diadeemmaansluiper
De diadeemmaansluiper (Melanopareia torquata) is een zangvogel uit de familie Melanopareiidae (maansluipers).

## Herkenning
De vogel is ongeveer 15 cm lang. Van boven is de vogel donkerbruin en van onder lichtbruin tot meer okerkleurig. Opvallend is de zwarte kraag en het zwarte masker rond het oog, met daarboven een smalle, lichte wenkbrauwstreep en weer een zwarte kopkap. De ondersoort dubbelkraagmaansluiper heeft boven de zwarte keelband ook een smalle witte keelband ("dubbele kraag"). Verder heeft hij een donker, okerkleurige borst en buik.

## Verspreiding en leefgebied
Deze soort komt voor in Brazilië en Paraguay en telt drie ondersoorten:
- M. t. torquata: oostelijk Brazilië.
- M. t. rufescens: centraal Brazilië en noordoostelijk Paraguay.
- M. t. bitorquata: oostelijk Bolivia (dubbelkraagmaansluiper).

De leefgebieden liggen in droog savannegebied op hoogten onder de 1000 meter boven zeeniveau.

## Status
De grootte van de populatie is niet gekwantificeerd maar de soort wordt omschreven als vrij algemeen maar met een versnipperde verspreiding. Op de Rode lijst van de IUCN heeft deze soort de status niet bedreigd.

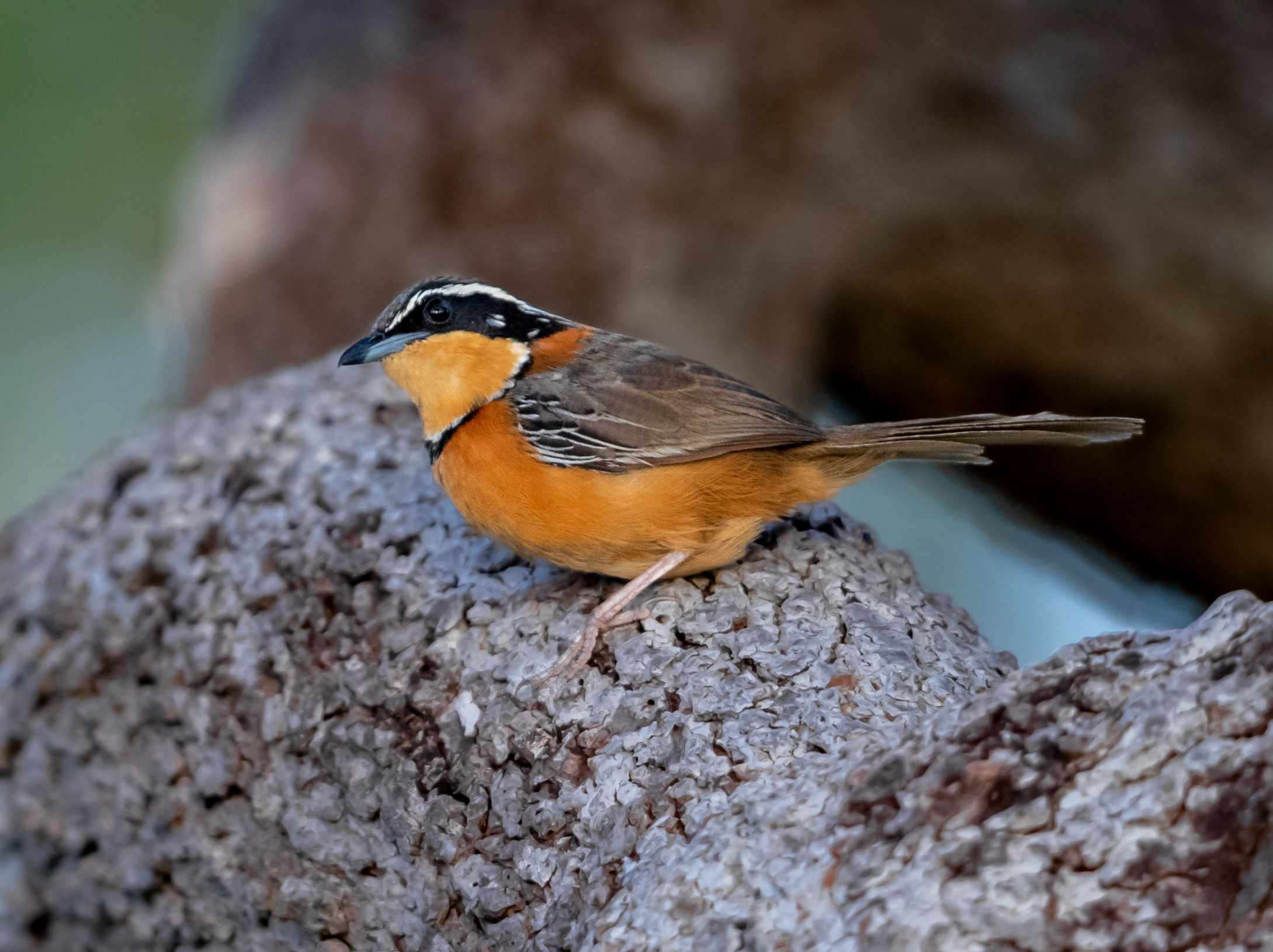
Dubbelkraagmaansluiper
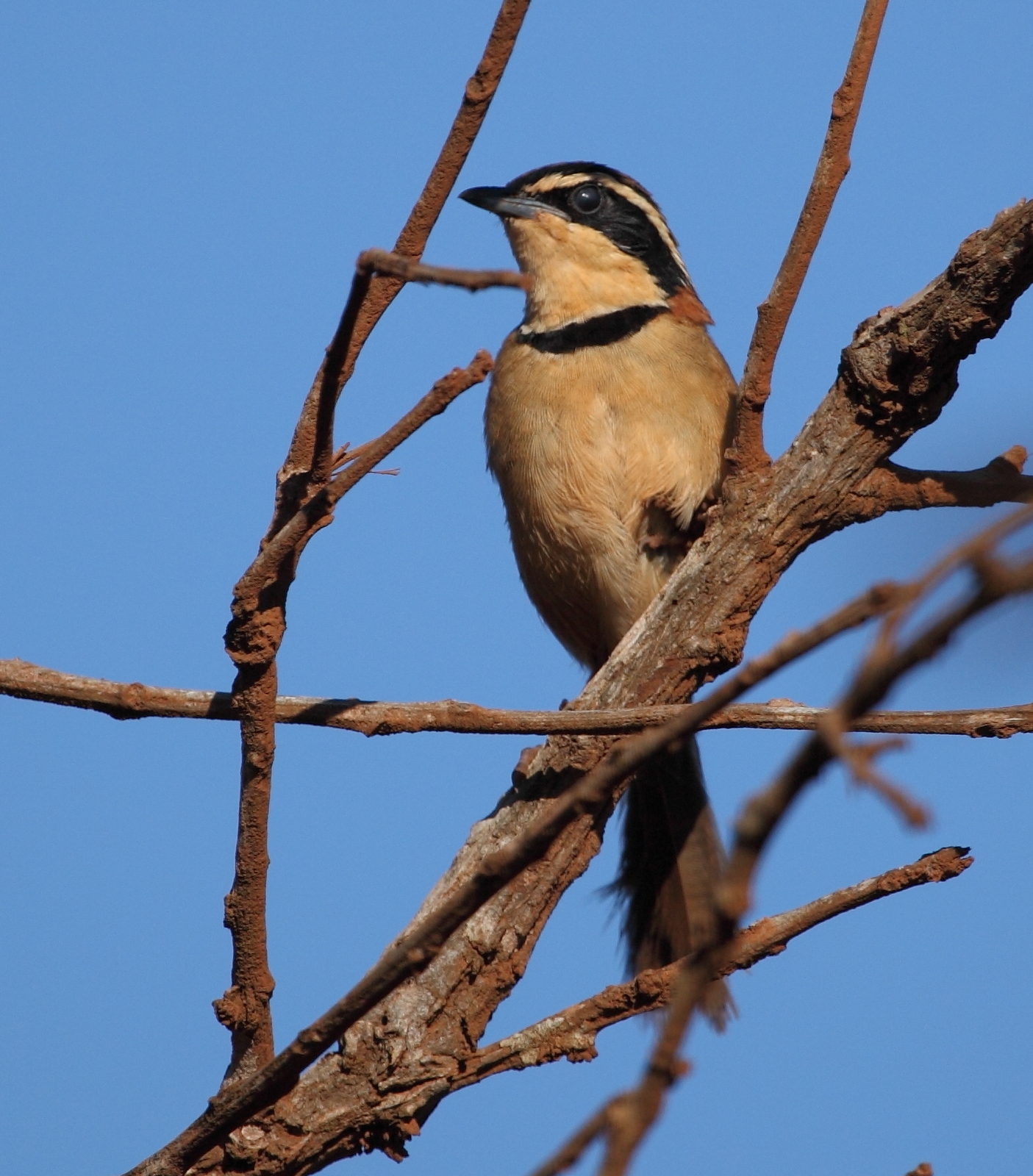
Diadeemmaansluiper